# گالینا پروزومنخکیکوا
گالینا پروزومنخکیکوا (به روسی: Галина Николаевна Прозуменщикова)(زاده ۲۶ نوامبر ۱۹۴۸–درگذشته ۱۹ ژوئیه ۲۰۱۵) شناگر اهل روسیه بود.
وی صاحب یک مدال طلا از المپیک ۱۹۶۴ شوروی، دو مدال نقره و دو برنز از المپیک‌های ۱۹۶۸ و ۱۹۷۲ و سه مدال از مسابقات قهرمانی اروپا در سال‌های ۱۹۶۶ و ۱۹۷۰ است. وی بین سال‌های ۱۹۶۳ تا ۱۹۷۳ پانزده بار نفر اول مسابقات قهرمانی شوروی شد.